# Tratado de Lisboa (1864)
El Tratado de Lisboa (también conocido como Tratado de Lindes de Lisboa) fue firmado el 29 de septiembre de 1864. En él se fijaron definitivamente, en parte, las fronteras vigentes actualmente entre Portugal y España, desde la desembocadura del río Miño hasta la desembocadura del río Caya en el río Guadiana. Los marcos fronterizos desde ahí hasta la desembocadura del Guadiana quedaron por determinar en este primer tratado de límites, ya que Portugal no reconocía la soberanía española sobre Olivenza; del resto, el tramo entre la desembocadura del río Cuncos en el Guadiana hasta la desembocadura de este fue demarcado mediante un nuevo tratado de Límites, en 1926, dejando por delimitar el área fronteriza en torno a Olivenza.
En este tratado se firmó la desaparición del Coto Mixto, que quedó integrado en España, recibiendo Portugal la soberanía sobre los denominados pueblos promiscuos (aldeas en las que parte de sus casas estaban situadas en la antigua línea fronteriza hispano-portuguesa utilizada como burladero por sus moradores delante de las autoridades gubernamentales y aduaneras de ambos países, ya que no estaba clara su pertenencia exclusiva a uno de ellos): la aldea de Cambedo (en la actual freguesia de Vilarelho da Raia), la freguesia de Soutelinho da Raia y la de Lama de Arcos.
El tratado fue ajustado por Juan Jiménez de Sandoval y Facundo Goñi en representación de la reina Isabel II de España, y por Nunho José Severo de Mendoça y Jacinto da Silva Mengo en nombre de Luis I de Portugal; fue ratificado por ambos países en 1865. El documento de entrega y posesión se formalizó en Santiago de Compostela el 23 de junio de 1868. La vigencia del tratado comenzó el 5 de noviembre de 1868.